# Greve Kommune
 For alternative betydninger, se Greve. (Se også artikler, som begynder med Greve)
Greve Kommune i Roskilde Amt blev dannet ved kommunalreformen i 1970. Ved strukturreformen i 2007 fortsatte den som selvstændig kommune og kom under Region Sjælland.

## Kommunalreformen
Greve Kommune blev dannet ved sammenlægning af 2 sognekommuner:
| Kommune           | Folketal 1. januar 1970 | Byer                                                                                     |
| ----------------- | ----------------------- | ---------------------------------------------------------------------------------------- |
| Greve-Kildebrønde | 12.220                  | Greve Landsby og Kildebrønde samt Greve Strand og Hundige, der er bydele i Storkøbenhavn |
| Tune              | 2.091                   | Tune                                                                                     |
| I alt             | 14.311                  |                                                                                          |

Hertil kom Karlslunde Sogn med Karlslunde, der er en bydel i Storkøbenhavn, og 18 matrikler i Karlstrup Sogn, hvis største del kom til Solrød Kommune. Karlslunde-Karlstrup sognekommune havde i alt 5.843 indbyggere.

## Sogne
Greve Kommune består af følgende sogne, alle fra Tune Herred:
- Greve Sogn
- Karlslunde Sogn
- Karlslunde Strand Sogn
- Kildebrønde Sogn (fra 2014 Hundige-Kildebrønde Sogn)
- Mosede Sogn
- Tune Sogn

## Borgmestre[5]
| Navn                    | Parti                       | Periode   |
| ----------------------- | --------------------------- | --------- |
| Jørgen Bach             | Venstre                     | 1970-1982 |
| Knud Erik Ullerichs     | Det Konservative Folkeparti | 1982-1990 |
| Birthe Nørgård Petersen | Socialdemokratiet           | 1990-1994 |
| René Milo               | Venstre                     | 1994-2006 |
| Hans Barlach            | Det Konservative Folkeparti | 2006-2014 |
| Pernille Beckmann       | Venstre                     | 2014-     |

## Udvikling
Greve Kommune var indtil starten af 1960'erne et landbrugsområde med små landsbyer. I 1960'erne og 1970'erne blev denne landbrugsjord udstykket og byggemodnet i stor stil, så området i dag for størstedelens vedkommende består af ejerboliger; typisk parcelhuse og villakvarterer, men også rækkehuse. Desuden findes en del lejeboliger, herunder også almennyttigt boligbyggeri, primært i bydelen Hundige i kommunens nordøstlige hjørne. Selv om det meste af byen består af boligområder, findes der også industrikvarterer: Knap halvdelen af arbejdspladserne i disse områder er besat af medarbejdere der selv bor i kommunen.
Mens handelslivet tidligere var koncentreret i de små landsbyer og langs kystvejen Køge Bugt Strandvej, er de fleste butikker nu samlet i butikscentre, først og fremmest Hundige Storcenter (Nu kaldet "Waves") og Greve midtby center samt Karlslunde Stationscenter. Disse butikscentre ligger i tilknytning til S-togets stationer i Hundige, Greve og Karlslunde som udgør Greve Strand bebyggelsen.
Der findes sportslige aktiviteter i kommunen, med mange grønne områder og sportsfaciliteter (boldbaner m.v.) spredt mellem boligområderne. Der findes et veludbygget net af cykel- og gangstier, så man i vid udstrækning kan komme til og fra job, skole, togstationer, butikscentre osv. stort set uden at færdes på veje med biltrafik. Nær Greve midtby center ligger Greve svømmehal.
Byrådet med dets 21 medlemmer har næsten altid haft borgerligt flertal. Med en enkelt socialdemokratisk undtagelse har kommunen altid haft en borgmester fra Venstre eller de Konservative.
Den nuværende Borgmester, Pernille Beckmann fra Venstre, sidder med støtte fra Dansk Folkeparti og Liberal Alliance..
Der er lavet en serie på tv som hed 100% Greve som blev fulgt op af filmen 110% Greve. Filmen handlede om unges problemer i kommunen.

## Mere fakta om Greve Kommune

### Bystyre
| 6 | 1 | 4 | 6 |

| 16 |

| 4 | 2 | 3 | 2 | 6 | 3 | 1 |

| 19 |

| 6 | 1 | 2 | 1 | 1 | 1 | 7 | 2 |

| 17 | 4 |

| 5 | 1 | 3 | 2 | 9 | 1 |

| 15 | 6 |

| 5 | 6 | 3 | 7 |

| 12 | 9 |

| 8 | 5 | 1 | 2 | 4 | 1 |

| 12 | 9 |

| 7 | 1 | 3 | 1 | 9 |

| 13 | 8 |

| 7 | 2 | 1 | 2 | 9 |

| 14 | 7 |

| 6 | 1 | 1 | 2 | 11 |

| 15 | 6 |

| 6 | 1 | 2 | 1 | 2 | 9 |

| 13 | 8 |

| 5 | 4 | 2 | 2 | 8 |

| 13 | 8 |

| 5 | 2 | 1 | 3 | 9 | 1 |

| 15 | 6 |

| 7 | 1 | 1 | 2 | 9 | 1 |

| 14 | 7 |

| 6 | 2 | 1 | 1 | 1 | 9 | 1 |

| 11 | 10 |

| 6 | 2 | 1 | 1 | 9 | 1 | 1 |

| 12 | 9 |

### Nuværende byråd
| Navn                           | Parti                                    |
| ------------------------------ | ---------------------------------------- |
| Pernille Beckmann (Borgmester) | Venstre - 9 mandater                     |
| Morten Dahlin                  | Venstre - 9 mandater                     |
| Marc Genning                   | Venstre - 9 mandater                     |
| Per Lund Sørensen              | Venstre - 9 mandater                     |
| Lone Mortensen                 | Venstre - 9 mandater                     |
| Claus Jensen                   | Venstre - 9 mandater                     |
| Torben Hoffmann                | Venstre - 9 mandater                     |
| Anne Marie Lyduch              | Venstre - 9 mandater                     |
| Simon Østergaard               | Venstre - 9 mandater                     |
| John T. Olsen                  | Socialdemokratiet - 6 mandater           |
| Maria Witthøft                 | Socialdemokratiet - 6 mandater           |
| Charlotte Levin                | Socialdemokratiet - 6 mandater           |
| Bjarke Abel                    | Socialdemokratiet - 6 mandater           |
| Tina Rottbøll                  | Socialdemokratiet - 6 mandater           |
| Heidi Serny Jacobsen           | Socialdemokratiet - 6 mandater           |
| Brigitte Klintskov Jerkel      | Det Konservative Folkeparti - 2 mandater |
| Claus Dyremose                 | Det Konservative Folkeparti - 2 mandater |
| Liselott Blixt                 | Dansk Folkeparti - 1 mandat              |
| Mehmet Zeki Dogru              | Enhedslisten - 1 mandat                  |
| Hans-Jørgen Kirstein           | Nye Borgerlige - 1 mandat                |
| Linda Heegaard                 | Socialistisk Folkeparti - 1 mandat       |

| Navn                 | Skiftet fra      | Skiftet til | Dato             |
| -------------------- | ---------------- | ----------- | ---------------- |
| Liselott Blixt       | Dansk Folkeparti | Løsgænger   | 21. februar 2022 |
| Hans-Jørgen Kirstein | Nye Borgerlige   | Løsgænger   | 19. april 2023   |
| Hans-Jørgen Kirstein | Løsgænger        | Moderaterne | 3. november 2023 |

| Udtrådt                | Indtrådt           | Parti             | Dato              |
| ---------------------- | ------------------ | ----------------- | ----------------- |
| Morten Dahlin          | Ronni Mark Nielsen | Venstre           | 21. december 2022 |
| Heidi Serny Jacobsen † | Kenneth Jerkel     | Socialdemokratiet | 30. december 2022 |

### Byrådet 2017-2022
| Navn                           | Parti                        |
| ------------------------------ | ---------------------------- |
| Pernille Beckmann (Borgmester) | Venstre - 9 mandater         |
| Morten Dahlin                  | Venstre - 9 mandater         |
| Per Lund Sørensen              | Venstre - 9 mandater         |
| René Kauland                   | Venstre - 9 mandater         |
| Anne Marie Lyduch              | Venstre - 9 mandater         |
| Torben Hoffmann                | Venstre - 9 mandater         |
| Marc Genning                   | Venstre - 9 mandater         |
| Claus Jensen                   | Venstre - 9 mandater         |
| Kai Nielsen                    | Venstre - 9 mandater         |
| Niclas Bekker Poulsen          | Socialdemokratiet 6 mandater |
| John T. Olsen                  | Socialdemokratiet 6 mandater |
| Bjarke Abel                    | Socialdemokratiet 6 mandater |
| Jette Andersen                 | Socialdemokratiet 6 mandater |
| Heidi Serny Jacobsen           | Socialdemokratiet 6 mandater |
| Jari Due Jessen                | Socialdemokratiet 6 mandater |
| Carsten Oddershede             | Enhedslisten - 1 mandat      |
| Brigitte Klintskov Jerkel      | Konservative - 1 mandat      |
|                                | Konservative - 1 mandat      |

- Skatteprocent: 23,9 %

### Skoler
- 13 folkeskoler: Arenaskolen, Krogårdskolen, Tjørnelyskolen (lukket, sommeren 2017), Damagerskolen, Hedelyskolen, Holmeagerskolen, Mosedeskolen, Karlslunde Skole, Strandskolen, Tune Skole Lunden Afdeling og Tune Skole Højen Afdeling
- Damagerskolen 10. Klasses Center
- 2 privatskoler: Greve Privatskole og Hundige Lille Skole
- 3 specialskoler: Bugtskolen, Moeskærskolen og Dagskolen Kirkemosegård
- Greve Gymnasium
- SOSU Sjælland Greve
- Greve Produktionsskole

### Kulturelle institutioner
- Greve Museum
- Greve Svømmehal
- Portalen, Greve teater- og musikhus
- Biblioteker: Greve Bibliotek, Karlslunde Bibliotek og Tune Bibliotek

### Sport
- Greve Fodbold - Spiller i sæsonen 2013/2014 i Danmarksserien
- Greve Strands Badmintonklub - 3 x Guldvinder af Badmintonligaen.[13]

https://www.grevebadminton.dk/

### Indkøbs muligheder
- Waves (tidligere Hundige Storcenter)
- Greve Midtby Center
- Eriksmindecenteret
- Tune Center
- Mosede Centeret
- Karlslunde Stationscenter
- Ræveholms centeret
- Egedals centeret

### Byer/landsbyer
Greve, Hundige, Karlslunde, Mosede, Kildebrønde og Tune

### Togforbindelse/motorvej fra Greve st.
- S-tog: 22 minutter til København (Hovedbanegården) og 18 minutter til Køge (station)
- Køge Bugt Motorvejen – ca. 20 km til Københavns centrum

## Byer
| Kommunens største byer |               |                   |
| Nr                     | By            | Indbyggere (2025) |
| 1                      | Greve Strand  | 45.883            |
| 2                      | Tune          | 5.609             |
| 3                      | Greve Landsby | 742               |
| 4                      | Kildebrønde   | 384               |

## Kendte personer fra Hundige og Greve
- Anna Mee Allerslev – beskæftigelses- og integrationsborgmester i Københavns Kommune for Radikale Venstre
- Gustav Winckler – sanger
- Bent Thøger Olesen - sangtekstforfatter - benyttede også pseudonymer som Allan Hondé eller Peter Mynte
- Carsten Mogensen – Badmintonspiller
- Rune Ohm – Håndboldspiller
- Jonni Hansen – Tidligere formand for Danmarks Nationalsocialistiske Bevægelse (DNSB)
- Michael "MC" Christiansen – Skuespiller/Stand-up komiker
- Mick Øgendahl – Skuespiller/Stand-up komiker
- Rikke Hvilshøj – Tidl. integrationsminister
- Pernille Aalund – Studievært og foredragsholder
- Mette Lisby – Skuespiller/Stand-up komiker
- Liselott Blixt – Folketingsmedlem for Dansk Folkeparti - Sundheds- og psykiatriordfører
- Eugen Tajmer – Tidl. ejer af Eugen Tajmer Kunstnerbureauer A/S og Hamlet A/S
- Karsten Green – Stand-up komiker
- Lasse Rimmer - Stand-up komiker
- Tessa - Rapper
- Sleiman - Rapper
- Brigitte Klintskov Jerkel - Folketingsmedlem for Det Konservative Folkeparti
- Morten Dahlin - Folketingsmedlem for Venstre
- Michael Christensen - Racerkører for Porsche